# Paectes kebeae
Paectes kebeae là một loài bướm đêm trong họ Noctuidae.